# Otto Mueller
Otto Mueller (16. října 1874 Lubavka – 24. září 1930 Obernigk) byl německý expresionistický malíř a grafik. Nejprve se učil litografii ve Zhořelci a Vratislavi, pak malbě na akademii v Mnichově, kterou opustil. Zlom přišel s přesídlením do Berlína v roce 1908, kde se setkal výrazněji s expresionismem a se skupinou Die Brücke, jejíž členové se v této době pohybovali mezi Drážďany a Berlínem. Do této skupiny vstoupil v roce 1910 a působil v ní až do jejího rozpadu v roce 1913. Během první světové války bojoval ve Francii a Rusku, po válce vyučoval ve Vratislavi. Je znám díky svým aktům a zpodobněním cikánek.

## Životopis
Narodil se v Lubavce v pruském Slezsku (dnes Lubawka v Polsku). Nejprve si v letech 1890–1892 osvojoval umění litografie v Zhořelci a Vratislavi, poté začal studovat na Kunstakademie v Drážďanech a poté na akademii v Mnichově, kterou opustil poté, co ho přední německý symbolista Franz von Stuck označil za netalentovaného.
Jeho rané dílo nese prvky impresionismu, secese a symbolismu. Poté, co přesídlil v roce 1908 do Berlína se začíná projevovat výrazná tendence k expresionismu. V Berlíně se stýkal s Wilhelmem Lehmbruckem, Rainerem Maria Rilkem a Erichem Heckelem. V roce 1910 se připojil, jako vůbec poslední ze všech členů, k expresionistické skupině Die Brücke založené v roce 1905 v Drážďanech. V roce 1911 spolu s E. L. Kirchnerem navštívil české expresionisty v Mníšku pod Brdy. Po rozpadu skupiny udržoval kontakty také s umělci druhé expresionistické skupiny Der Blaue Reiter.
Po první světové válce vyučoval na vratislavské akademii až do své smrti v roce 1930. Zde byli jeho žáky například Johnny Friedlaender a Isidor Ascheim.
Po Muelerově smrti bylo jeho dílo označeno v Německu za zvrhlé a v roce 1937 bylo odstraněno 357 obrazů z veřejných muzeí.